# Sameyakh
Sameyakh är en låt framförd av PingPong. Den är skriven av Guy Asif och Roy Arad.
Låten var Israels bidrag i Eurovision Song Contest 2000 i Stockholm i Sverige. I finalen den 13 maj slutade den på tjugoandra plats med 7 poäng.